# Маніфест Рассела — Ейнштейна
Маніфест Рассела — Ейнштейна — антивоєнний заклик, який написали Альберт Ейнштейн та Бертран Расселл та який підписали одинадцять видатних вчених 1955 року. Цей маніфест став початком зародження Пагвоського руху учених за мир, в рамках якого велася боротьба проти гонки озброєнь, створення ядерної та термоядерної зброї. Перша конференція руху відбулася 1957 року.
В маніфесті було заявлено про загрозу для життя людства термоядерної зброї та поставлена проблема: «Чи покінчимо ми з людською расою, чи людство відмовиться від війни».
Маніфест підписали:
- Альберт Ейнштейн
- Ірен Жоліо-Кюрі
- Бертран Расселл
- Макс Борн
- Персі Вільямс Бріджмен
- Леопольд Інфельд
- Герман Джозеф Мюллер
- Лайнус Полінг
- Сесіл Френк Пауелл
- Джозеф Ротблат
- Юкава Хідекі